# Colorado (album, Kabát)
Colorado je třetí studiové album české rockové skupiny Kabát. Album vyšlo v září 1994 u vydavatelství Monitor-EMI.

## Seznam skladeb
| Pořadí         | Název                | Autor                           | Délka |
| -------------- | -------------------- | ------------------------------- | ----- |
| 1.             | Rohypnol po tetě     | Tomáš Krulich · Milan Špalek    | 4:31  |
| 2.             | Centryfuga           | Ota Váňa · M. Špalek            | 3:46  |
| 3.             | Nejsem z USA         | T. Krulich · M. Špalek          | 3:45  |
| 4.             | S čerty nejsou žerty | T. Krulich · Jindřiška Vojtková | 4:01  |
| 5.             | Starej bar           | T. Krulich · M. Špalek          | 4:04  |
| 6.             | Colorado             | M. Špalek                       | 2:17  |
| 7.             | Ou jipi jé           | M. Špalek                       | 4:22  |
| 8.             | Moje holka je Batman | O. Váňa · M. Špalek             | 4:03  |
| 9.             | Kdyby ženský nebyly  | T. Krulich · M. Špalek          | 3:22  |
| 10.            | Sem klidnej          | O. Váňa · M. Špalek             | 3:19  |
| 11.            | Až pro mě přijdou    | T. Krulich · M. Špalek          | 3:04  |
| 12.            | Jak ti šlapou Kabáti | Hurvajs · M. Špalek             | 3:07  |
| Celková délka: | Celková délka:       | Celková délka:                  | 43:41 |

## Obsazení
- Josef Vojtek – zpěv
- Milan Špalek – baskytara
- Ota Váňa – kytara
- Tomáš Krulich – kytara
- Radek Hurčík – bicí